# Johanneskirche (Themar)

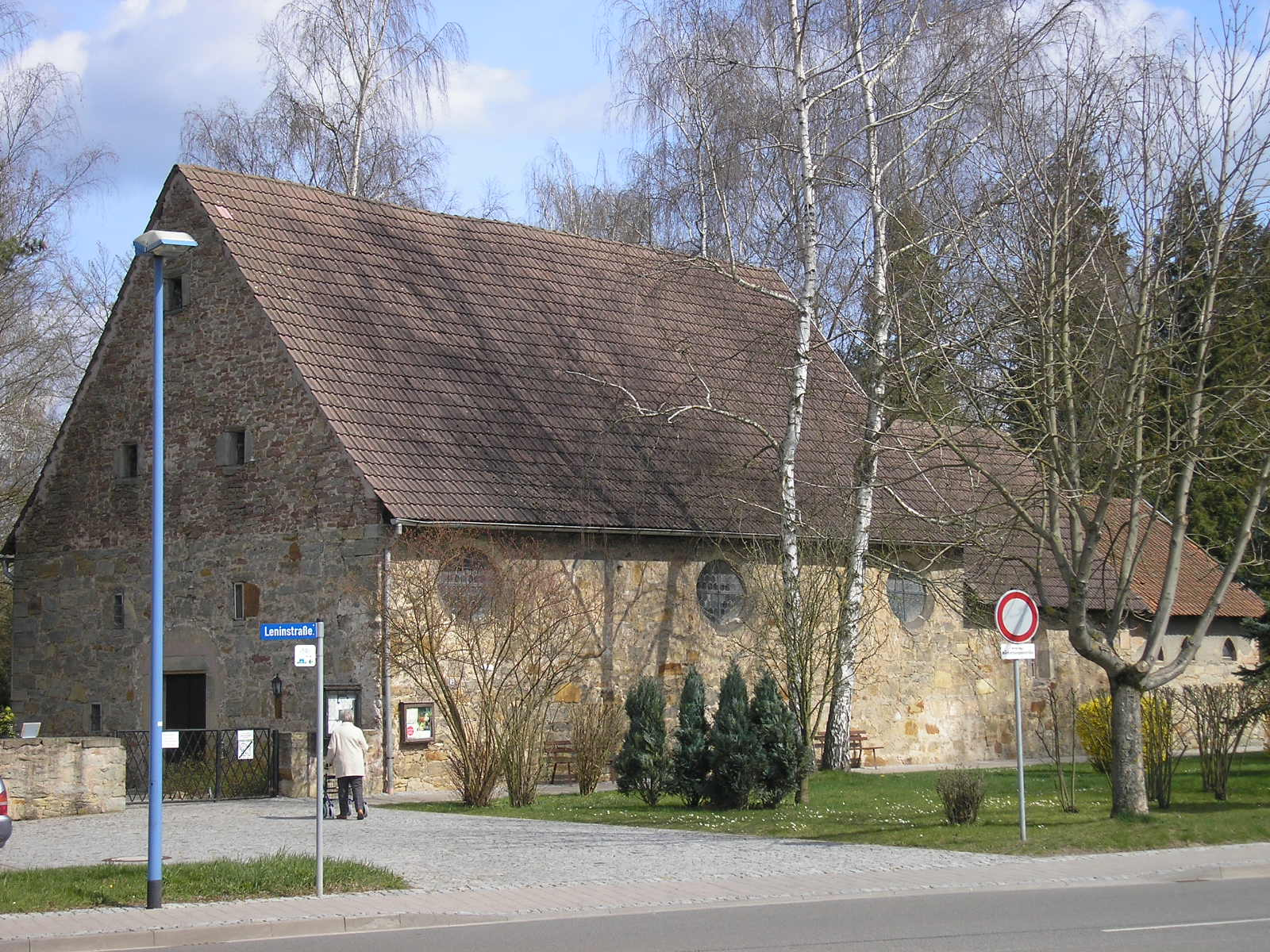
Johanneskirche

Die denkmalgeschützte Johanneskirche ist eine Kirche in Themar (Thüringen).
Neben der Stadtkirche hat die evangelisch-lutherische Kirchengemeinde Themar als zweite Kirche die Johanneskirche am Friedhof. Sie ist aus der „Oberkirche“ am Ausgang der Stadt nach Hildburghausen hervorgegangen. Die „Oberkirche“ wurde 1492 in einer Urkunde, nach der Fritz von Bibra dieser Kirche eine Messe stiftete, erwähnt. 1588 wurde die Kirche zur Gottesackerkirche umgebaut und 1598 geweiht. Ihren Namen bekam sie nicht nach einem Heiligen, sondern nach dem als ersten auf dem Friedhof bestatteten Johannes Hornschuch, weshalb sie auch „Hornschuch-Kapelle“ genannt wurde.
Reste der gotischen Fenster und des Mauerwerkes der „Oberkirche“ sind noch heute recht deutlich im Mauerwerk der Johanneskirche zu sehen. Es handelt sich um einen einfachen Steinquaderbau mit einem ziegelgedeckten Satteldach.
Die Kirche wurde 1980/81 von aktiven Gemeindegliedern in mühevoller Kleinarbeit renoviert und mit Bänken und Nachtspeicherheizung versehen. Zu den wertvollsten Inventarstücken gehören die aus dem 16. Jahrhundert stammende Altarplatte, die aus dem Ende des 16. Jahrhunderts stammende Kanzel mit Tafelbildern und ein gotischer „Lindenholzkruzifixus“. Die Empore mit schlichter Bemalung läuft um die Nord-, West- und Südseite. Hinter dem Altar steht an interessanter Stelle die Kanzel mit ihrem kleinen, steinernen Aufgang. Die Johanneskirche wird heute nicht nur für Bestattungsfeiern, sondern auch für Gottesdienste und kleinere Konzerte genutzt und hat für das kirchliche Leben der Stadt eine große Bedeutung.